# Nagrog (Cipatujah)
Nagrog is een bestuurslaag in het regentschap Tasikmalaya van de provincie West-Java, Indonesië. Nagrog telt 3529 inwoners (volkstelling 2010).